# Liste des entreprises ferroviaires de voyageurs au Royaume-Uni
Au Royaume-Uni, les services ferroviaires de voyageurs sont exploités par de nombreuses entreprises, généralement privées, connues sous le nom de TOC (train operating companies), qui travaillent sur la base de concessions (appelées franchises en anglais) locales ou régionales qui leur sont attribuées par un organisme étatique : la Strategic Rail Authority. L'infrastructure ferroviaire en Angleterre, en Écosse et au pays de Galles, y compris les voies, la signalisation, les gares, est la propriété non pas des compagnies ferroviaires, mais de Network Rail qui en assure la gestion, reprise en 2002 à Railtrack. Le matériel roulant (les trains) appartient à un petit nombre de sociétés spécialisées, les  ROSCO (Rolling Stock Companies) qui les louent aux compagnies d'exploitation.
Ces compagnies sont toutes privées, à l'exception de South Eastern Trains, filiale à 100 % de la Strategic Rail Authority (SRA), depuis que cette dernière a évincé Connex de cette franchise  en 2003. L'attribution de cette concession à une entreprise privée est prévue en 2005.
En Irlande du Nord, où les services ferroviaires n'ont jamais été privatisés, les Northern Ireland Railways, filiale de la compagnie étatique de transport public Translink, assurent l'exploitation des trains.
Plusieurs réseaux de métros, tels que Merseyside et Tyneside, sont exploités sur la base de conventions entre des exploitants privés et des collectivités locales ou régionales.
Bien que relativement nombreuses, ces entreprises se rattachent à un petit nombre de groupes de transport qui ont souvent obtenu l'attribution de plusieurs franchises. Parmi les plus importants, citons National Express Group, First Group, Virgin Trains et Arriva.
Ces entreprises ont constitué une association, l'Association of Train Operating Companies (ATOC), pour coordonner leur action et défendre leurs intérêts communs.
La liste de ces entreprises est la suivante :

## Exploitants actuels
- Arriva Rail London
- Avanti West Coast
- c2c
- Caledonian Sleeper
- Chiltern Railways
- CrossCountry
- East Midlands Trains
- Eurostar
- Govia Thameslink Railway
- Grand Central Railway
- Greater Anglia
- Great Western Railway
- Heathrow Express
- Hull Trains
- London North Eastern Railway
- Lumo
- Merseyrail
- MTR Crossrail
- Northern Ireland Railways
- Northern Trains
- ScotRail
- Southeastern
- South Western Railway
- TransPennine Express
- Transport for Wales Rail
- West Midlands Trains

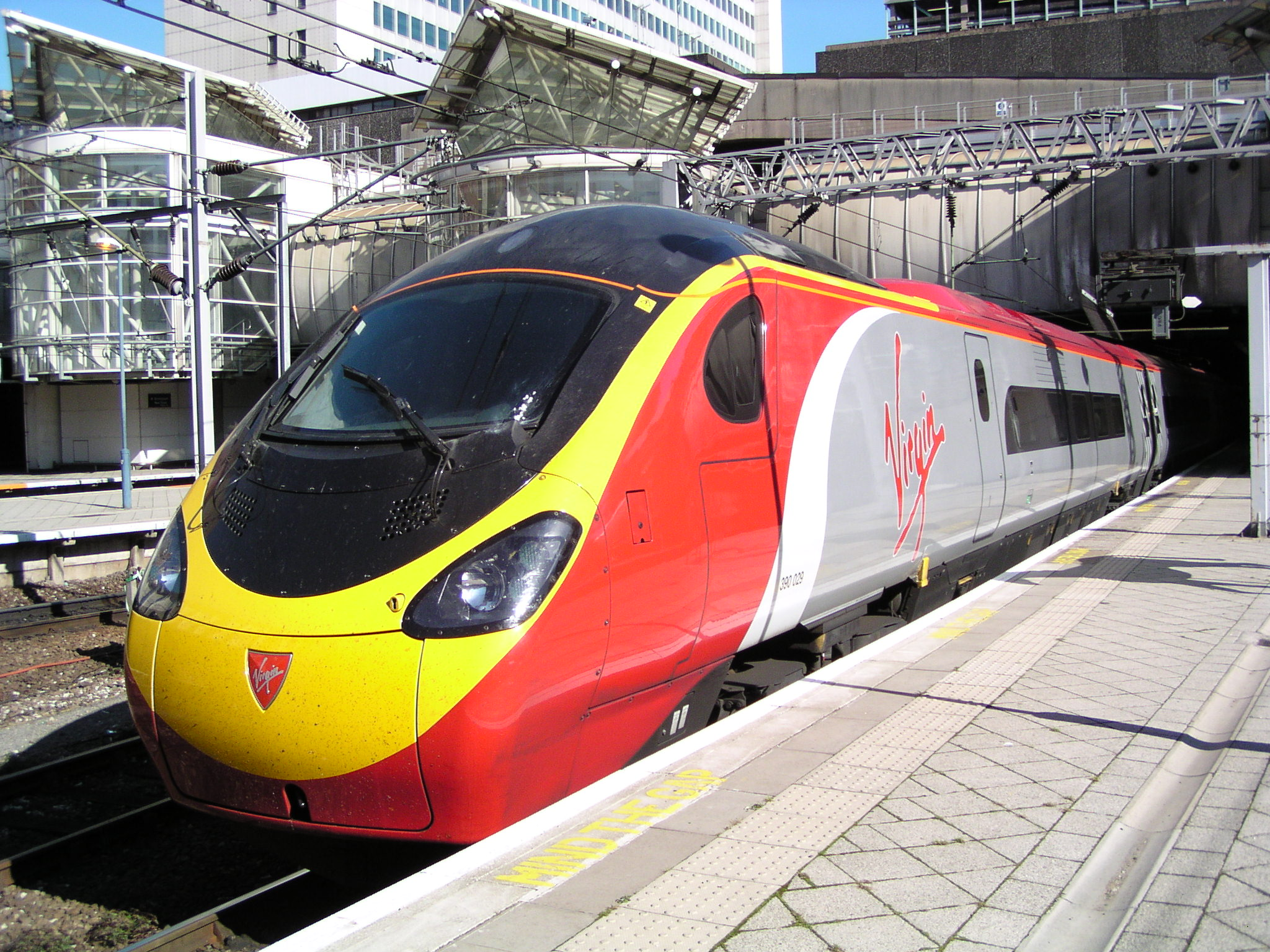
Rame Pendolino classe 390 de la Virgin Trains en gare de Birmingham New Street.

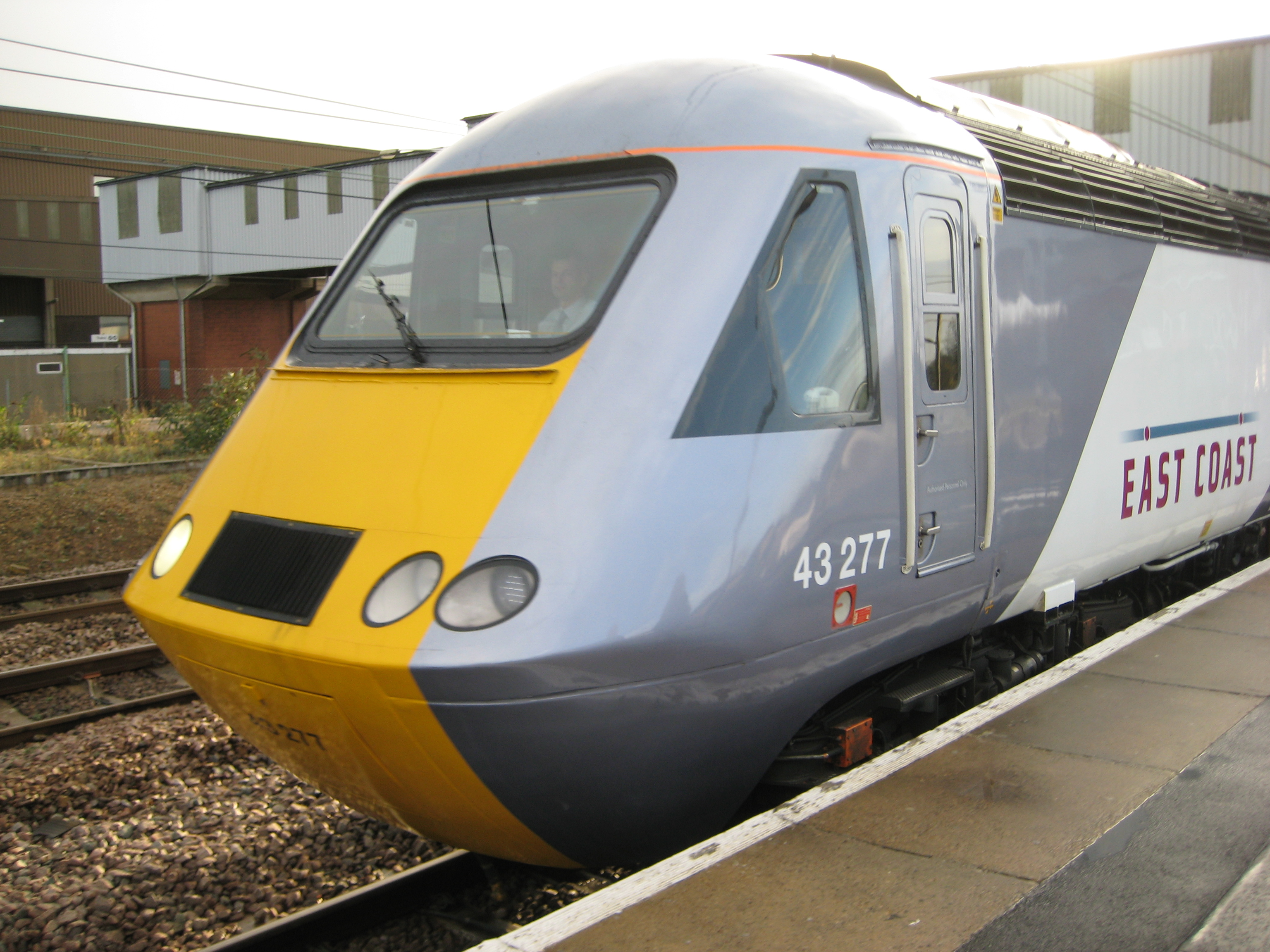
Rame HST de la compagnie East Coast.

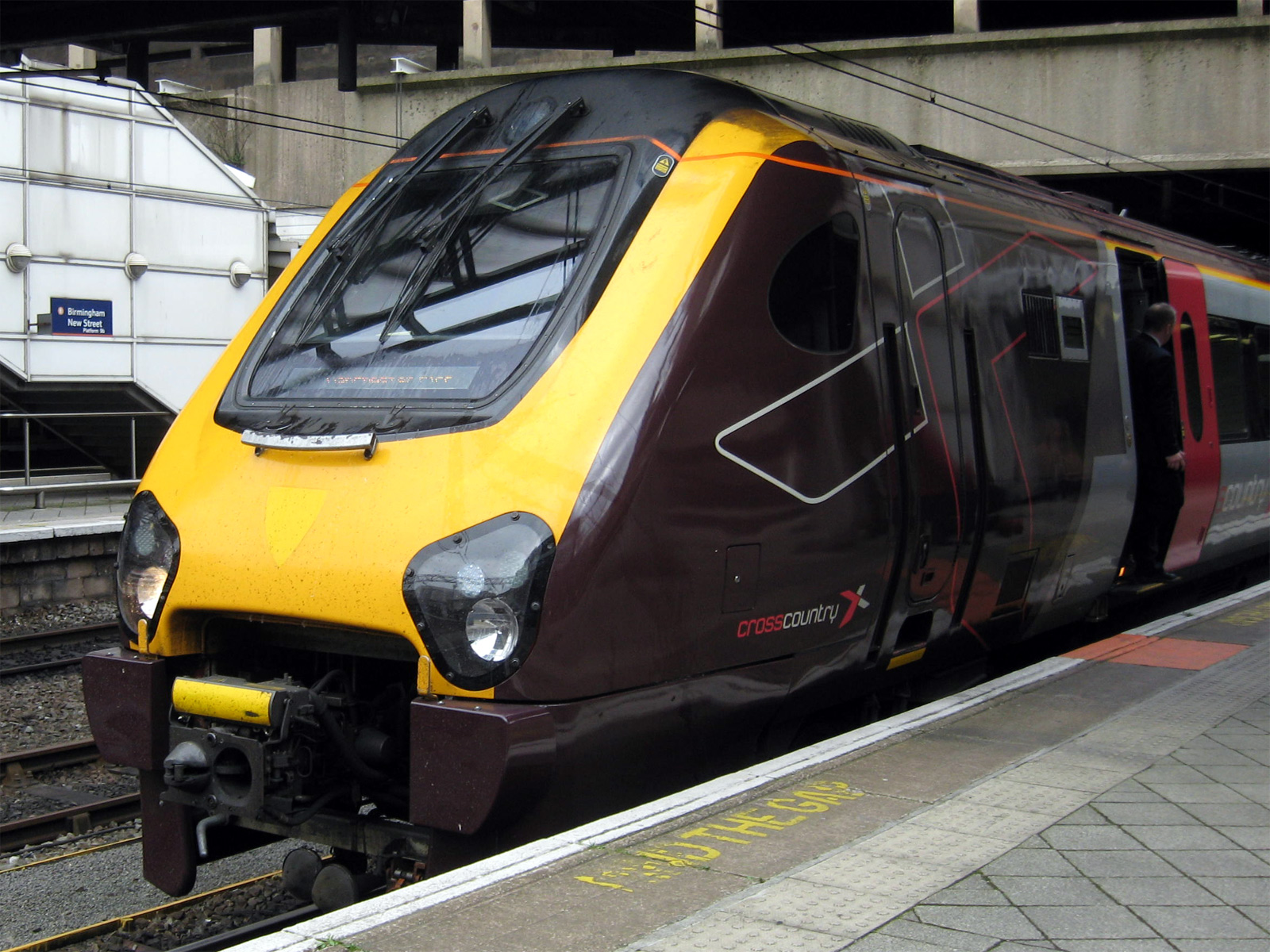
Rame 'Voyager' classe 220 de la CrossCountry en gare de Birmingham New Street.

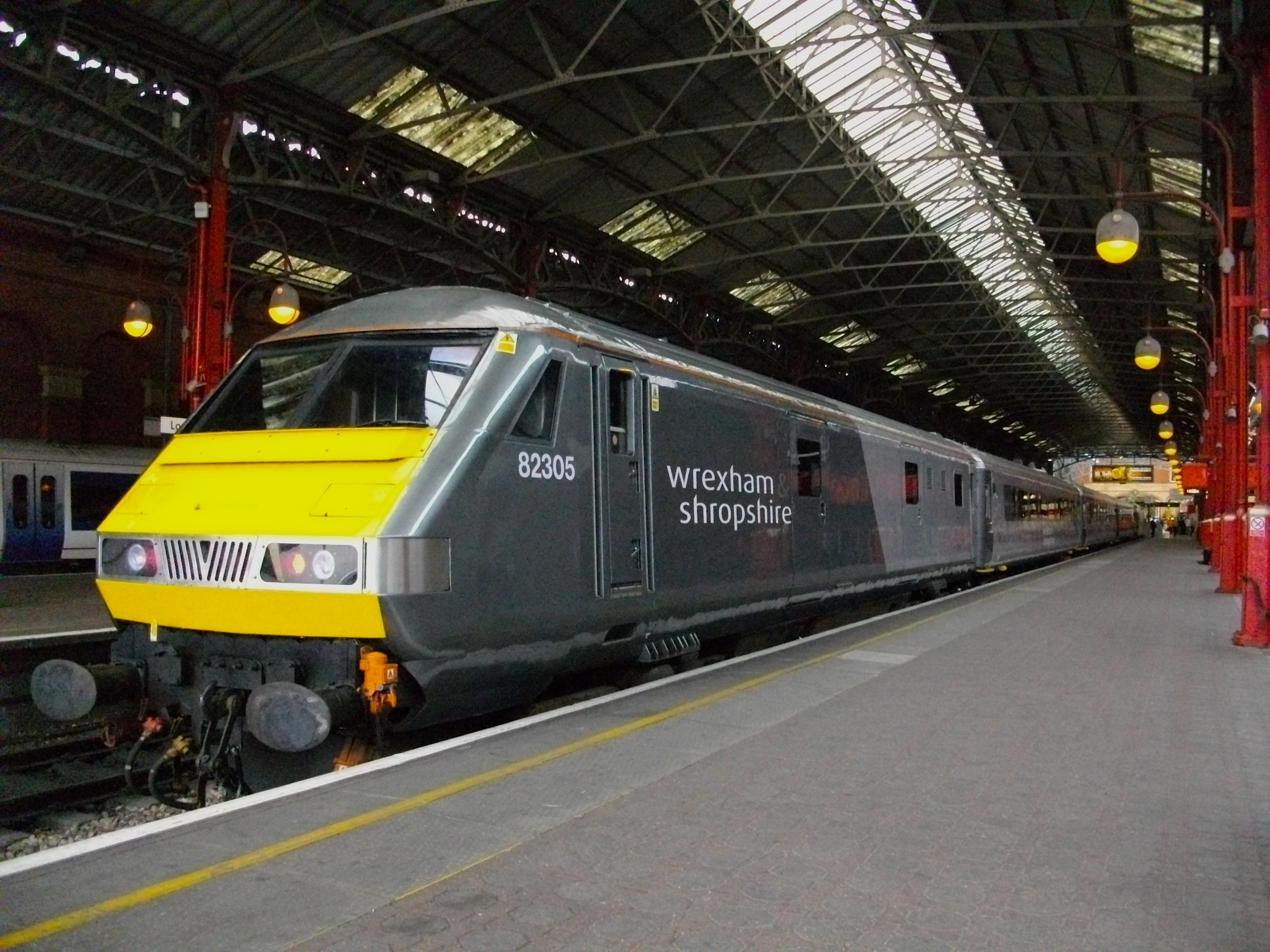
Voiture-pilote Mark 3 de la Wrexham & Shropshire en gare de Marylebone à Londres.

Il existe également plusieurs lignes historiques et systèmes légers type tram-train.

## Exploitants actuels classés par groupes
- Arriva UK Trains
  - Arriva Rail London
  - Chiltern Railways
  - CrossCountry
  - Grand Central Railway
- DfT Operator
  - London North Eastern Railway
  - Northern Trains
  - Southeastern
  - TransPennine Express

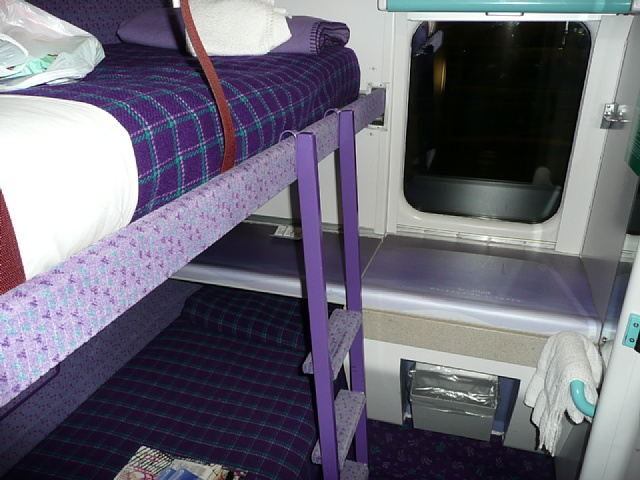
Cabine d'une voiture-lits du Caledonian Sleeper de la First ScotRail qui exploite les trains de nuit entre l'Écosse et Londres.

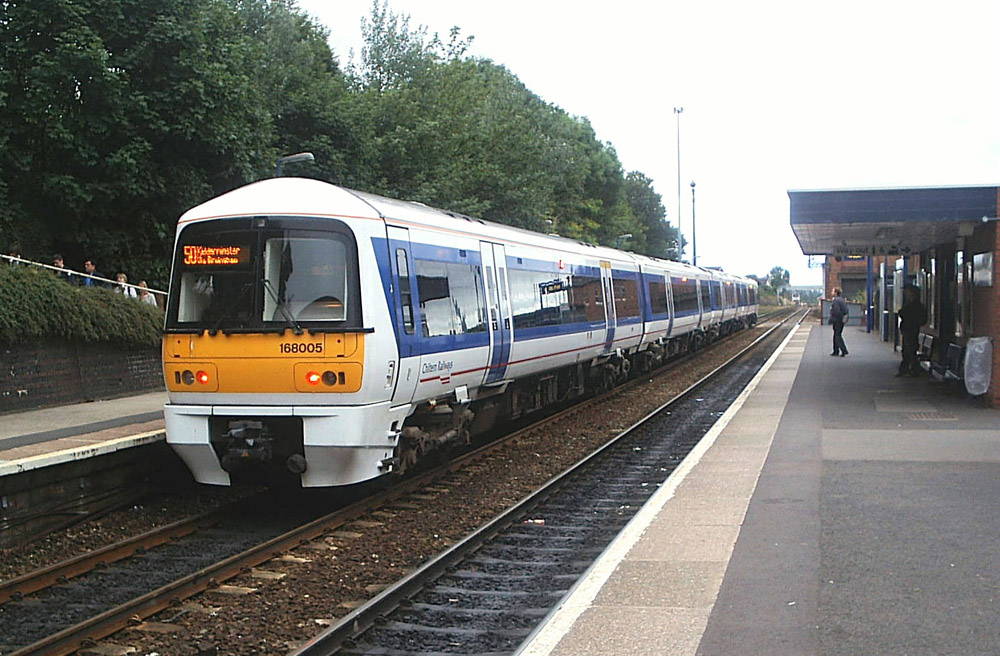
Rame classe 168 Clubman de la Chiltern Railways en gare de Kidderminster.

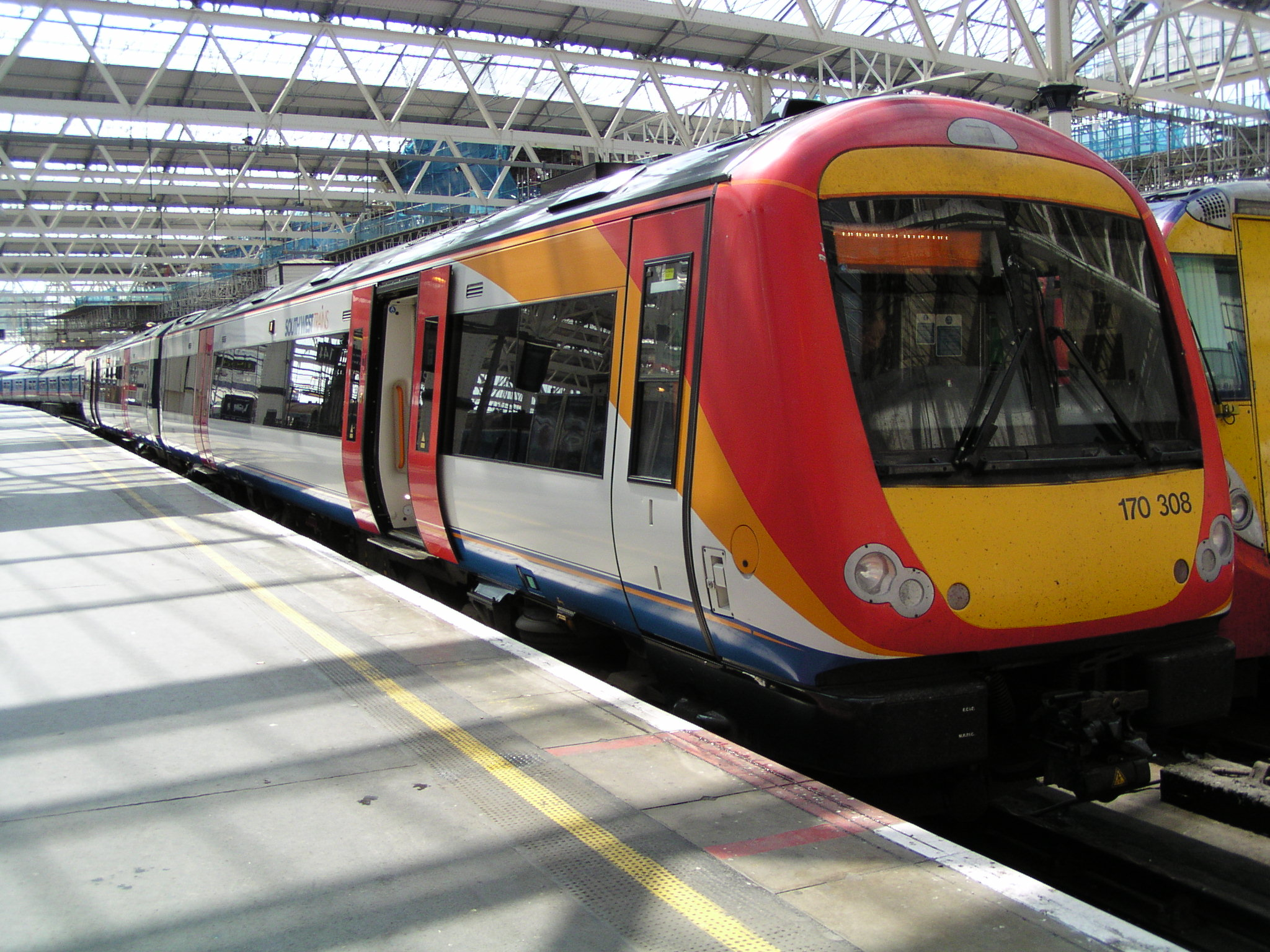
Rame classe 170 de la South West Trains en gare de Waterloo.

- Eurostar (U.K.) Ltd., SNCF & NMBS/SNCB
  - Eurostar (Open-Access)
- First Group
  - Great Western Railway
  - Hull Trains
  - Lumo
- First Group & MTR Corporation
  - South Western Railway
- First Group & Trenitalia
  - Avanti West Coast
- GoVia
  - Govia Thameslink Railway
- Heathrow Airport Holdings
  - Heathrow Express
- Scottish Rail Holdings
  - Caledonian Sleeper
  - ScotRail
- Serco-Abellio
  - Merseyrail
- Transport for Wales
  - Transport for Wales Rail
- Transport UK Group
  - East Midlands Trains
- Transport UK Group & Mitsui
  - Greater Anglia
- Transport UK Group, Mitsui & JR East
  - West Midlands Trains
- Trenitalia
  - c2c

## Anciens exploitants

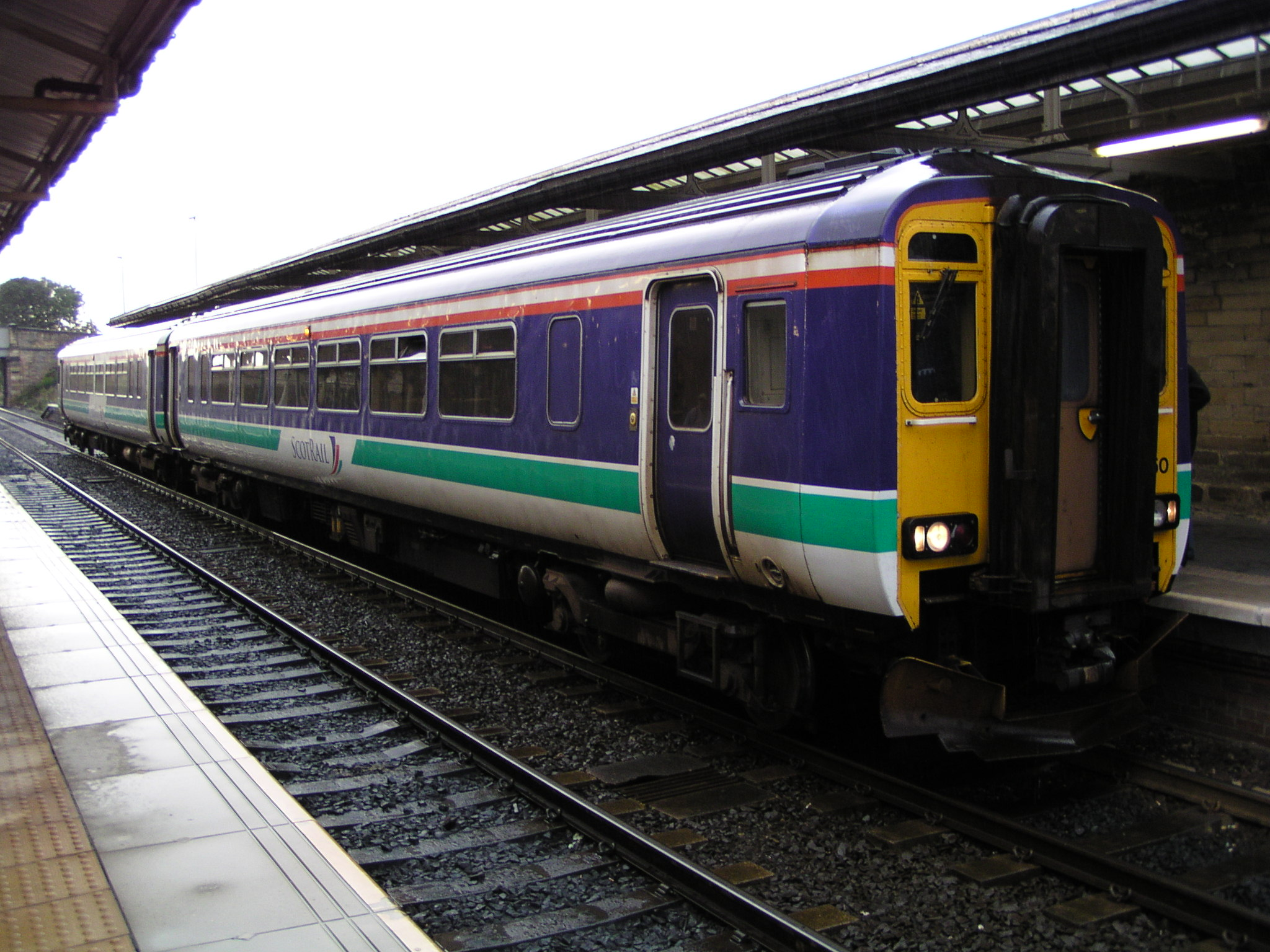
Rame classe 156 de ScotRail à Hexham.

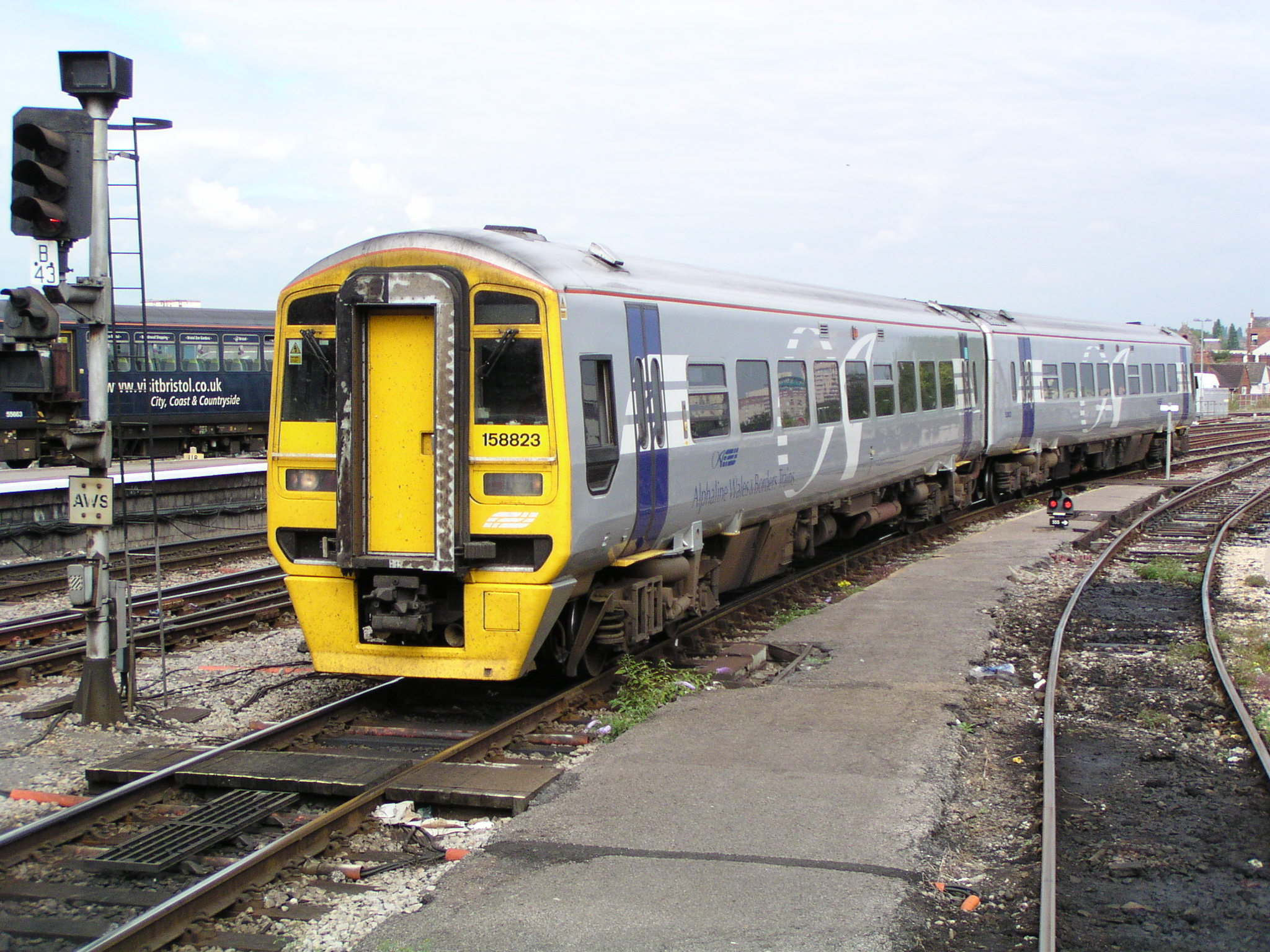
Rame classe 158 du service Alphaline de Wales and Borders à Bristol Temple Meads.

Un certain nombre d'exploitants ont cessé d'exister pour diverses raisons, retrait de la concession pour résultats insuffisants, non-renouvellement de la concession à son expiration, faillite, fusion…
- Anglia Railways (jusqu'au 1er avril 2004) - Remplacé par One
- Arriva Trains Merseyside (jusqu'au  juin 2003) - Remplacé par Merseyrail Electrics
- Arriva Trains Northern (jusqu'au  12 décembre 2004) - Remplacé par Northern Rail and First TransPennine Express
- Arriva Trains Wales / Trenau Arriva Cymru (Wales and Borders)
- Connex South Central - Remplacé par Southern
- Connex South Eastern (jusqu'au 9 novembre 2003) - Remplacé par South Eastern Trains
- East Coast (InterCity East Coast)
- First Capital Connect (Great Northern/Thameslink)
- First Great Eastern (jusqu'au 1er avril 2004) - Remplacé par One
- First Great Western (Greater Western)
- First Hull Trains (Open-Access)
- First North Western (jusqu'au 12 décembre 2004) - Remplacé par Northern Rail et First TransPennine Express
- Gatwick Express (South Central)
- Heathrow Connect (Open-Access)
- London Midland (West Midlands)
- MTL (jusqu'au 1998) - Remplacé par Arriva Trains Merseyside
- National Express East Anglia (Jusqu'au 5 février 2012)  "Remplacé par Greater Anglia"
- Night Riviera (Greater Western)
- North Yorkshire Moors Railway (Open-Access)
- Northern Rail (Northern)
- South West Trains (South Western)
- ScotRail (jusqu'au 17 octobre 2004) - Remplacé par First ScotRail
- Stansted Express (Greater Anglia)
- Thames Trains (jusqu'au 1er avril 2004) - Remplacé par First Great Western Link
- Wales and Borders (14 octobre 2001 - 7 décembre 2003) - Remplacé par Arriva Trains Wales
- Wales and West (jusqu'au 14 octobre 2001) - divisé en Wales and Borders et Wessex Trains
- West Coast Railway Company (Open-Access)
- Wrexham & Shropshire (Open Access)
- Valley Lines (jusqu'au 14 octobre 2001) - fusionné avec Wales and Borders
- Virgin Trains (InterCity West Coast)